# Paratendipes digraphis
Paratendipes digraphis är en tvåvingeart som först beskrevs av Jean-Jacques Kieffer 1911.  Paratendipes digraphis ingår i släktet Paratendipes och familjen fjädermyggor. Inga underarter finns listade i Catalogue of Life.